# Opération Tonnerre
Pour les articles homonymes, voir Opération Tonnerre (homonymie).
Série
Goldfinger
(1964) On ne vit que deux fois
(1967)
Pour plus de détails, voir Fiche technique et Distribution.
Opération Tonnerre (Thunderball) est un film d'espionnage britannique réalisé par Terence Young et sorti en 1965. C'est le quatrième film de la série des James Bond lancée par EON Productions. James Bond y est à nouveau incarné par Sean Connery. Opération Tonnerre est un immense succès au box-office et dépasse les précédents opus.
Le scénario s'inspire du neuvième roman mettant en scène l'espion britannique, Opération Tonnerre, publié en 1961. C'est un roman atypique de Ian Fleming puisqu'il s'agit de la novélisation d'un projet de scénario pour un film. Cela entraînera des poursuites judiciaires de l'un des scénaristes, Kevin McClory. Celui-ci obtiendra le droit de produire une autre adaptation du roman en 1983, intitulée Jamais plus jamais, qui marquera le retour de Sean Connery dans le rôle de Bond.
Le film évoque deux bombes atomiques dérobées par le SPECTRE. James Bond est mandaté par le gouvernement britannique pour les retrouver. Pour ce faire, il devra se rapprocher du No 2 de l'organisation criminelle, Emilio Largo. Aidé par le MI6 ainsi que par son fidèle allié Felix Leiter de la CIA, Bond devra patrouiller les fonds marins des Bahamas afin de retrouver la trace des bombes manquantes.

## Synopsis

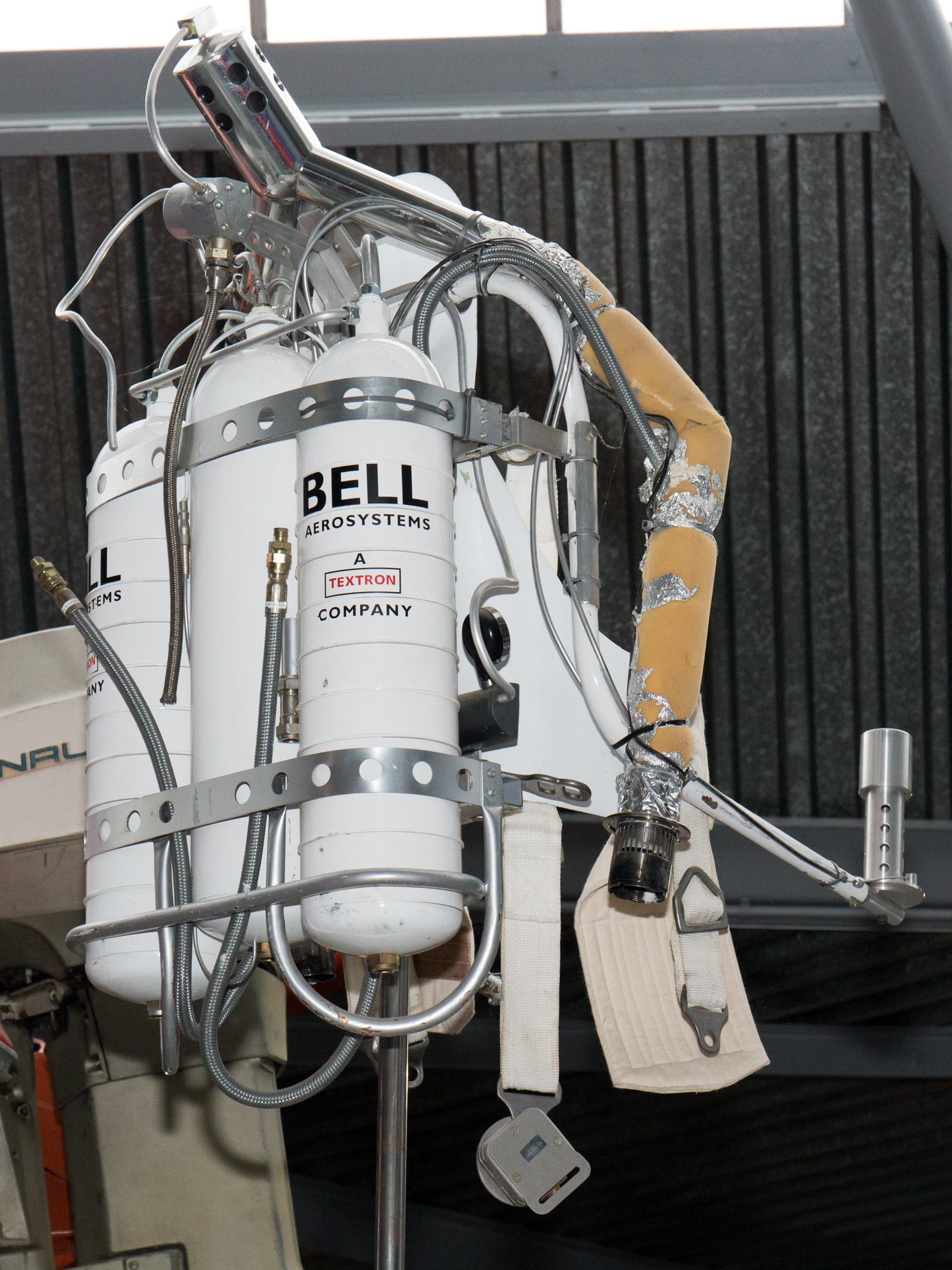
Le jetpack du film

À Anet en France, James Bond assiste aux funérailles du colonel Jacques Bouvard, un agent du SPECTRE (No 6) qui a assassiné deux espions britanniques. 007 aperçoit la veuve partir en voiture et décide de la suivre jusqu’à son château. Cette veuve s’avère être Jacques Bouvard et après un combat spectaculaire, l’agent du SPECTRE est étranglé. James Bond s’échappe à l’aide d’un jetpack pour retrouver son Aston Martin DB5 et repartir.
À Paris, Emilio Largo se rend à une réunion de conseil du SPECTRE dont il est le No 2. Celui-ci doit présenter la plus ambitieuse demande de rançon à l'OTAN et a envoyé le Comte Lippe dans une clinique de remise en forme à Shrublands au sud de l'Angleterre près de la base.
Mais le hasard veut que James Bond soit également envoyé dans cette clinique. Pendant une séance de massage, il rencontre le Comte Lippe et est attiré par le tatouage de la triade Tong qu'il porte. L’agent secret fouille la chambre de Lippe, mais il est interrompu par un patient dont le visage est bandé sortant de la chambre voisine. Plus tard, Lippe essaie de tuer Bond piégé sur une machine de traction vertébrale mais la kinésithérapeute, Patricia Fearing, le détache. Cette dernière, terrifiée à l'idée de perdre son emploi, supplie James de ne rien dire au sujet de cet incident, Bond accepte de garder le silence seulement si Patricia accepte de passer la soirée avec lui. Décontenancée par cette demande, la jeune et jolie infirmière est dans un premier temps réticente, mais le charme de Bond finit par opérer et les deux amants finissent par faire l'amour dans un hammam et par partager une chambre où ils passent ensemble une soirée romantique. Mais avant cela, Bond fait une mauvaise blague à Lippe pendant sa séance de thermothérapie.

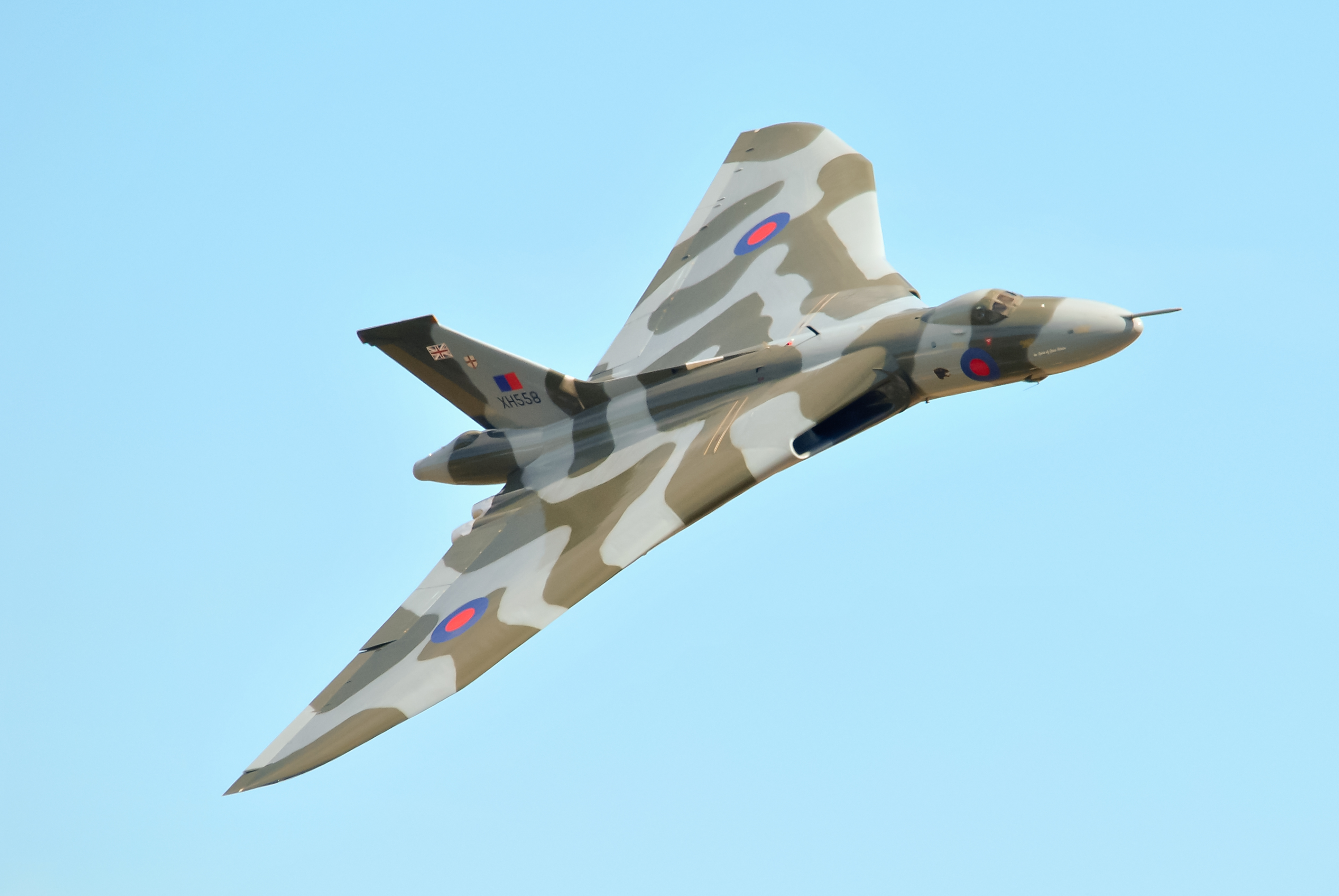
Bombardier Avro Vulcan identique à celui piloté par Derval

François Derval, un pilote français de l’OTAN et amant de Fiona Volpe doit s’envoler sur un bombardier Avro Vulcan armé de deux bombes atomiques pour une mission d’entraînement. Avant de partir en voiture de chez lui, il est tué par Angelo, un homme de main du SPECTRE, ayant subi une opération de chirurgie esthétique afin de ressembler à sa victime, avec la complicité de Fiona et du Comte Lippe. Le corps de Derval dont le visage a été bandé est ramené à la clinique par le comte Lippe. Bond le découvre et déclenche l'alerte. Angelo a pris la place de Derval sur le vol d’entraînement et, en cours de vol, gaze l’équipage. Il fait ensuite amerrir et couler l’appareil à proximité du Disco Volante, le navire de Largo, au large des Bahamas. Il est tué sous l’eau par Emilio Largo, le No 2 du SPECTRE, car il a essayé d’obtenir plus d’argent que convenu. Largo et ses complices récupèrent alors les bombes et camouflent l'avion. Le comte Lippe est également éliminé par Fiona Volpe (qui s'avère être l'"exécutif" du SPECTRE) alors que celui-ci poursuivait la voiture de Bond.
Les agents double-0 sont convoqués à Whitehall ; le SPECTRE demande qu’une rançon de 100 millions £ en diamants sans défaut soit larguée au large des côtes birmanes en échange des bombes volées. Les voleurs menacent de détruire une grande ville américaine ou britannique. Pendant la réunion, Bond reconnaît sur une photographie Derval comme étant le cadavre trouvé dans la clinique de remise en forme. La sœur de Derval, Domino, étant à Nassau, 007 demande à M d’être envoyé aux Bahamas. Il y est accompagné par Paula Caplan, une jeune et jolie Bahamienne qui sera son assistante. Il s’avèrera que Domino est la maîtresse de Largo.

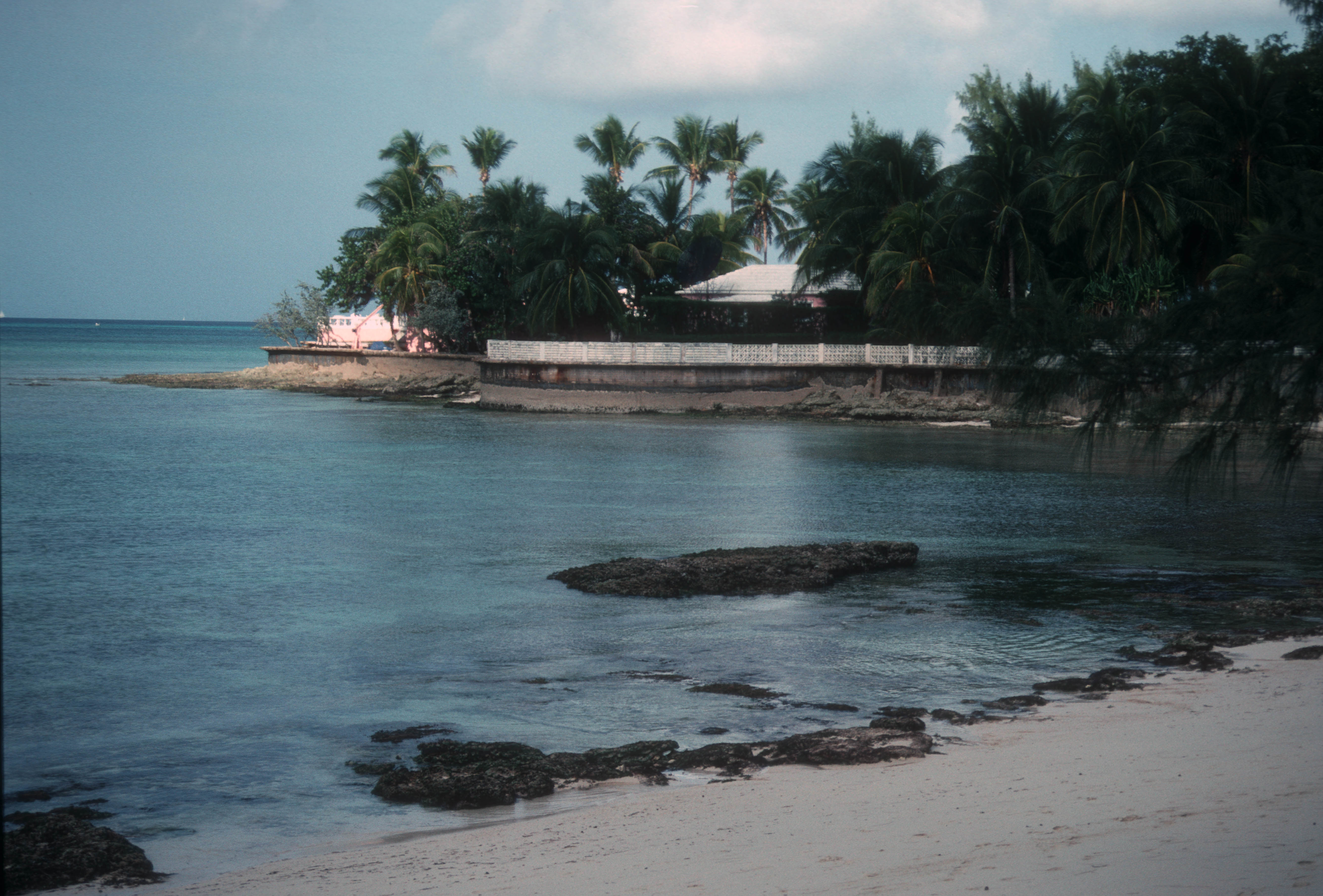
La maison de Largo à Nassau.

James Bond se rend en bateau avec Paula sur le lieu de plongée de Domino. Après lui avoir sauvé la vie, il lui demande de le ramener à terre, prétendant que son moteur ne démarre pas, en laissant Paula seule sur le bateau. Domino accepte et ils finissent autour d’un dîner. Plus tard, l’agent secret se rend à une soirée au cours de laquelle il joue et gagne contre Largo puis danse avec Domino.
Rentré à l’hôtel, 007 trouve un des hommes de Largo dans sa chambre et le renvoie à son chef... qui le jette dans un bassin à requins. Entre-temps, Bond retrouve l'agent de la CIA Felix Leiter pour l'accompagner dans sa mission. L’agent secret récupère ainsi un appareil photo infrarouge et étanche, une balise de détresse, un appareil de respiration sous-marin, un pistolet de détresse et un compteur Geiger auprès de Q.
James Bond vient explorer de nuit le bateau de Largo avec un équipement sous-marin, mais il est repéré et l’équipage de Largo tente de le tuer à coups de grenades sous-marines. Après avoir échappé de justesse à la mort, Fiona Volpe le récupère et le reconduit à l’hôtel. L'espion comprend que l'opération s'est déroulé sous l'eau et, avec Felix, partent survoler en hélicoptère amphibie les côtes des Bahamas à la recherche de l’épave du bombardier de l’OTAN. Les premières recherches sont vaines. Pendant ce temps, Fiona et Largo se mettent d'accord pour accorder un sursis à Bond pour éviter au gouvernement de remonter à eux rapidement. Bond se rend chez Largo pour déjeuner et celui-ci invite l'espion à passer la soirée au Junkano, le carnaval de Nassau, avec Domino le soir. Pendant ce temps, l’assistante de Bond, Paula, est enlevée par Largo et Fiona pour être interrogée.
Prévenu au Junkano, Bond confie Domino à Felix et part chercher Paula chez Largo. Mais là-bas, la jeune femme s'est donné la mort avant que Bond n’arrive. Il réussit à s'en échapper. De retour à l'hôtel, il y retrouve Fiona et couche avec elle, tout en sachant qu'elle est la tueuse du SPECTRE. Mais en partant, il est enlevé par Fiona. 007 profite du Junkano pour s'échapper, se faufilant à travers la parade musicale dans les rues de Nassau pour échapper à ses poursuivants, puis entre dans un club de danse. C’est là que Fiona Volpe le retrouve, mais celle-ci meurt en recevant dans le dos une balle d'un complice. Bond part retrouver Felix et Domino. Pendant ce temps, le gouvernement se prépare à payer la rançon.
Le lendemain, 007 et Felix reprennent les recherches de l'épave, cette fois avec plus de réussite. Ils découvrent l’avion avec les corps de l’équipage, dont Angelo, le faux Derval. Les bombes ont disparu.
L’agent secret retrouve Domino sur son site de plongée sous-marine. Après quelques effusions, il lui révèle que son frère a été tué par Largo et lui demande de l’aider à retrouver les bombes atomiques. Il lui confie pour cela le compteur Geiger afin de vérifier si les bombes sont sur le navire de Largo. Elle accepte de l'aider, pour venger son frère.
Grâce à Domino, Bond trouve la planque de l'équipement de plongée de l'équipe de Largo. Le soir venu, il s'infiltre dans l'équipe et monte à bord de son bateau. Une fois à bord, Bond, qui se fait passer pour un homme de main, découvre le plan de Largo de faire exploser la bombe à Miami. Plus tard, l'équipe se rend dans des grottes sous-marines pour récupérer les bombes. Mais l'espion est découvert et enfermé dans les grottes. Il est récupéré par Felix et l'informe que la cible est Miami. Largo découvre le compteur Geiger, enferme Domino dans sa cabine, la ligote et la torture.

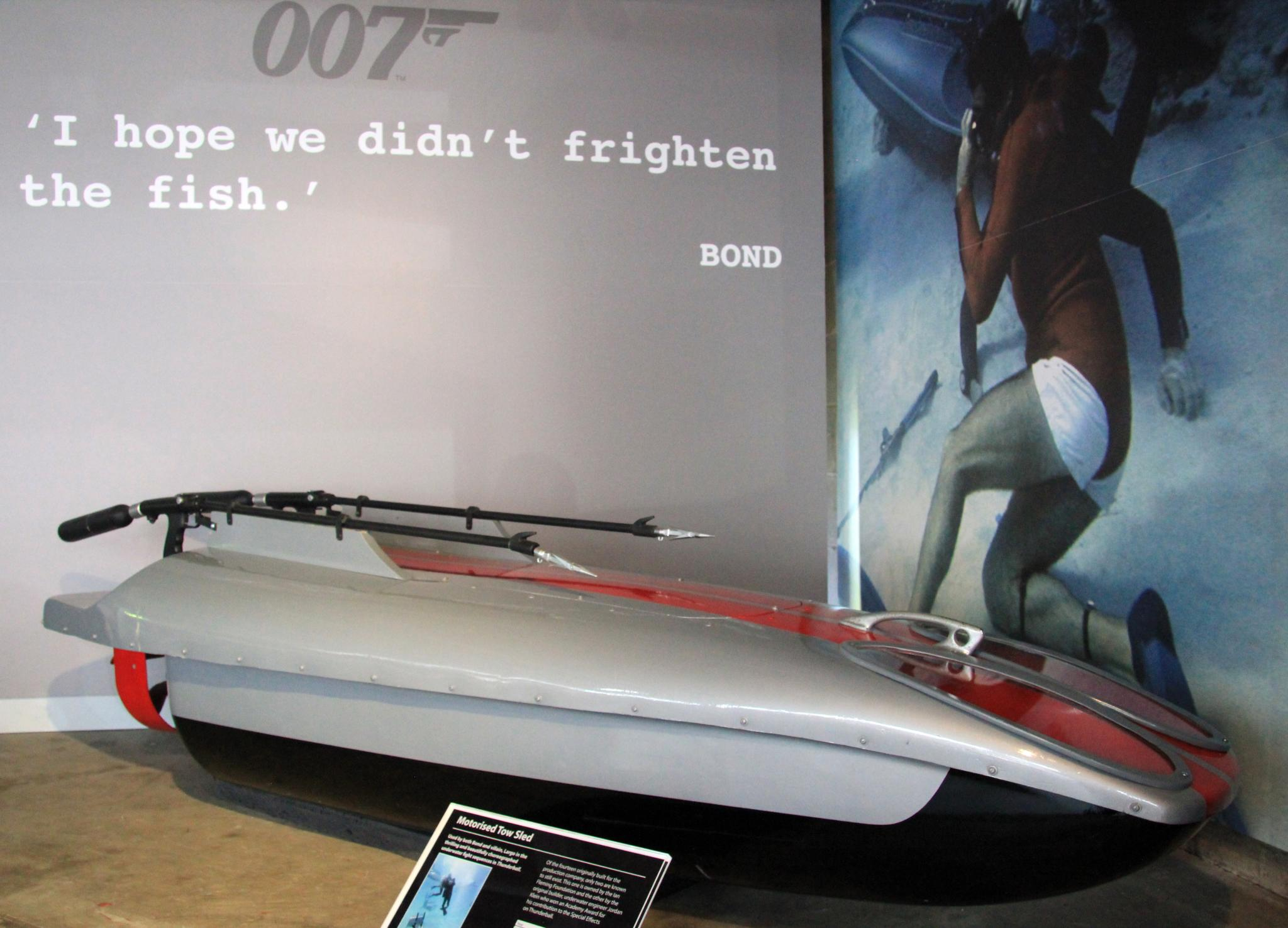
Mini sous-marin utilisé sur le tournage du film

L'équipe de Largo est au large de Miami. Une unité d’hommes-grenouilles des gardes-côtes américains est parachutée sur zone et s’ensuit un combat mémorable au harpon et au couteau. James Bond s'y rend également avec un nouvel équipement envoyé par Q. L'espion neutralise tous les hommes de main.
Largo s’échappe jusqu’à son navire, un yacht luxueux mais en apparence peu rapide, le Disco Volante. En fait, la partie avant du yacht, détachable, est un hydrofoil (un Supramar PT20 produit par le chantier Rodriquez de Messine), l'un des premiers "aliscaphes" commercialisés en série, un engin révolutionnaire au début des années 1960. Dans le film, cet engin est crédité (avec beaucoup d'exagération), d'une vitesse de pointe de plus de 60 nœuds (100 km/h). Bond s'y accroche et atteint le pont. Alors qu’ils se battent et juste avant que Largo ne tire sur 007, Domino, libérée entretemps par le physicien Kutze qui se repent, le tue d’un coup de harpon. Le corps de Largo bloque les commandes du navire qui devient incontrôlable. Bond, Kutze et Domino se jettent à l’eau juste avant que le bateau ne s’échoue sur des récifs et explose. Kutze se noie, ne sachant pas nager.
Bond et Domino sont alors repêchés par un avion Boeing B-17 de sauvetage de la marine américaine équipé d’un système crochet qui remonte les personnes attachées par un harnais à un ballon gonflable (système de récupération surface-air Fulton).

## Fiche technique
- Titre original : Thunderball
- Titre français : Opération Tonnerre
- Réalisation : Terence Young, assisté de Peter Hunt et Ricou Browning
- Scénario : Richard Maibaum et John Hopkins, d'après le roman Opération Tonnerre de Ian Fleming, lui-même inspiré d'un scénario de Kevin McClory et Jack Whittingham
- Musique : John Barry, chanson interprétée par Tom Jones
- Photographie : Ted Moore (Panavision)
- Cadreur des prises de vues sous-marines : Richard Moore
- Montage : Ernest Hosler (de)
- Décors : Ken Adam
- Affiches : Robert McGinnis et Frank McCarthy
- Production : Kevin McClory (non crédités : Harry Saltzman et Albert R. Broccoli)
- Société de production : EON Productions
- Distribution : United Artists
- Pays d'origine :  Royaume-Uni
- Langues originales : anglais et français
- Format : couleur Technicolor - 2,35:1 - 35 mm - son monophonique
- Genre : espionnage, action
- Durée : 130 minutes
- Dates de sortie[1] :
  -  Japon : 9 décembre 1965 (première mondiale à Tokyo), 11 décembre 1965 (sortie nationale)
  -  France : 17 décembre 1965[2]
  -  Royaume-Uni : 29 décembre 1965

## Distribution
Sources et légendes : Version française (VF) sur AlloDoublage
- Sean Connery (VF : Jean-Pierre Duclos) : James Bond 007
- Claudine Auger (VO : Nikki van der Zyl (en) / VF : Nicole Maurey) : Dominique « Domino » Derval
- Adolfo Celi (VO : Robert Rietty / VF : Jacques Harden) : Emilio Largo (No 2 du SPECTRE)
- Luciana Paluzzi (VF : Lisette Lemaire) : Fiona Volpe
- Rik Van Nutter (VF : Roger Rudel) : Felix Leiter
- Bernard Lee (VF : Serge Nadaud) : « M »
- Martine Beswick (VF : Thamila Mesbah) : Paula Caplan
- Guy Doleman (VF : Jacques Berthier) : Comte Lippe
- Molly Peters (VO : Barbara Jefford / VF : Lily Baron) : Patricia « Pat » Fearing
- Desmond Llewelyn (VF : Georges Hubert) : « Q »
- Lois Maxwell (VF : Paule Emanuele) : Miss Moneypenny
- Roland Culver (VF : Fernand Fabre) : le ministre de l'Intérieur
- Earl Cameron (VF : Georges Atlas) : Pinder Romania
- Paul Stassino (VF : Denis Savignat) : Commandant François Derval / Angelo Palazzi
- Rose Alba (en) : Mme Bouvard (pré-générique)
- Philip Locke (en) (VF : Jacques Degor) : Vargas
- George Pravda (en) (VF : Stéphane Audel) : Pr. Ladislav Kutze
- Michael Brennan (en) (VF : Pierre Collet) : Janni
- Leonard Sachs (en) (VF : Gérard Férat) : Capitaine Pritchard
- Edward Underdown (VF : Roger Tréville) : Sir John, Air vice-marshal
- Reginald Beckwith : Kenniston
- Harold Sanderson (VF : Pierre Collet) : le capitaine du yacht de Largo, le Disco Volante

Acteurs non crédités aux génériques, par ordre d'apparition à l'écran
- Albert Michel : le prêtre (pré-générique)
- Maryse Guy Mitsouko (VO : Catherine Clemence) : Mlle La Porte (pré-générique)
- François Avazeri : Brinon, un homme de main de Bouvard (pré-générique)
- Guy Laure : un majordome de Bouvard (pré-générique)
- Bob Simmons : Colonel Jacques Bouvard (No 6 du SPECTRE) (pré-générique)
- Paul Hansard (en) (VF : Jean Lagache) : un employé de l'agence « Centre Fraternel »
- Philo Hauser : Mr. Karlski
- Amelia Bayntun : Mme Karlski
- Anthony Dawson (VO : Eric Pohlmann / VF : Duncan Elliot) : Ernst Stavro Blofeld (No 1 du SPECTRE) (caméo crédité "?")
- Cecil Cheng : No 7 du SPECTRE
- André Maranne (VF : Georges Atlas) : No 10 du SPECTRE
- Philip Stone (VF : Maurice Dorléac) : No 5 du SPECTRE
- Murray Kash (VF : Pierre Leproux) : No 11 du SPECTRE
- Clive Cazes : Pierre Borraud (No 9 du SPECTRE)
- Michael Culver : le copilote de l'avion
- Jack Gwillim (VF : Jean Michaud) : l'officier supérieur d’état-major de la Royal Air Force
- Patrick Holt (VF : Jean-Henri Chambois) : Capitaine Dawson
- Bill Cummings (VF : Henry Djanik) : Quist, un homme de main de Largo
- Kevin McClory : un homme en train de fumer au casino (caméo)
- Suzy Kendall : Prue
- Sheree Winton : la femme qui tombe sur Bond au casino
- Tom Clegg : un homme de main de Largo
- Richard Graydon : un homme de main de Largo
- Ian Bulloch : Ricardo, un homme de main de Largo
- George Leech : un homme de main de Largo
- Charles Russhorn : un homme à l'audience (caméo)
- Diane Hartford : la femme au club

## Lieux de l'action
France
- Château d'Anet (pré-générique)
- Paris

 Angleterre

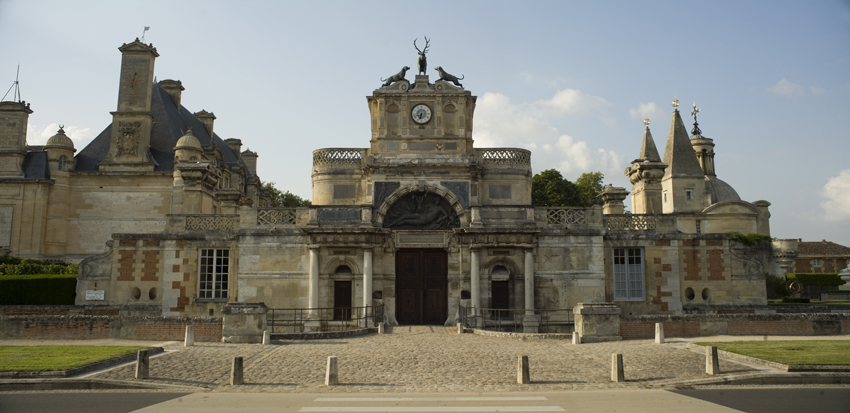
Le Château d'Anet

- Chalfont Park (en)[4] : Clinique de Shrublands (lieu fictif au sud de l'Angleterre) (Clinique de Shrublands et base de l'OTAN)
- Londres

 Bahamas
- Nassau

 États-Unis
- au large de Miami (bataille sous-marine)

## Production

### Genèse du projet

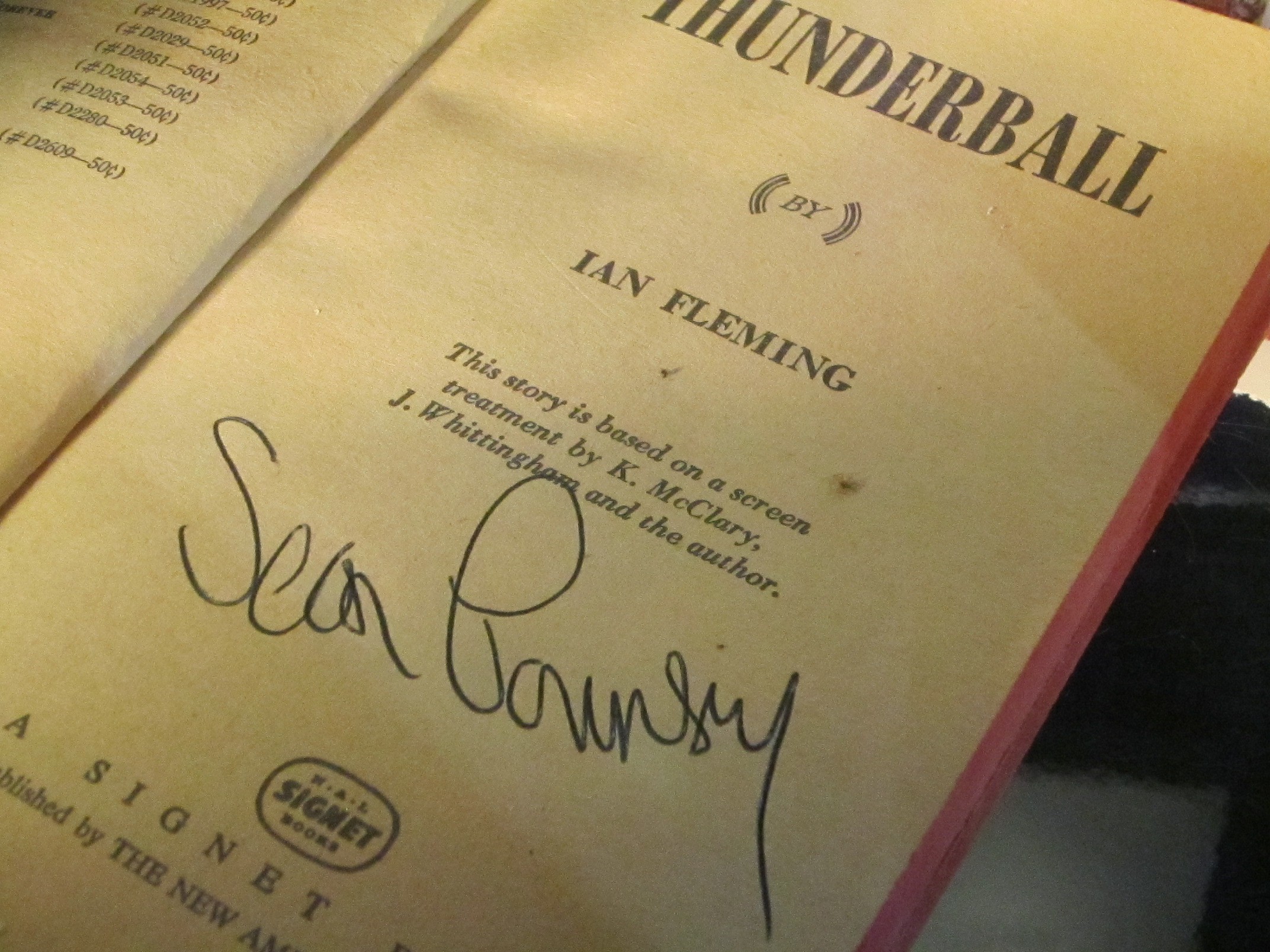
Exemplaire du roman dOpération Tonnerre dédicacé par Sean Connery, exposé au musée automobile de Beaulieu.

Avant d'avoir été un roman, l'histoire d'Opération Tonnerre a été originellement conçue entre 1959 et 1961 comme un scénario pour un film de James Bond qui était développé par Ian Fleming, Kevin McClory, Jack Whittingham, Ernest Cuneo (en) et Ivar Bryce,. Les scénarios écrits pendant le développement du film contenaient presque tous les éléments qui ont fini dans le roman et ses adaptations cinématographiques ultérieures : la demande rançon pour les bombes atomiques volées, les Bahamas, Largo, « Domino », Felix Leiter, le yacht et la maison de Largo, le casino, un sous-marin américain, les scientifiques et la bataille sous-marine finale.
À un moment donné, Fleming décide d'écrire son roman Opération Tonnerre basé sur des idées et éléments de l'histoire du film développées par lui-même, Whittingham, McClory, Cuneo et Bryce. Dans son roman, Fleming change les méchants de l'histoire, qui étaient la mafia italo-américaine, en une organisation criminelle appelée SPECTRE, dirigée par un certain Ernst Stravo Blofeld,. Fleming a également ajouté dans son roman toutes les scènes de la clinique de santé Shrublands, qui étaient absentes de l'intrigue du film,.
Le projet de film n'a jamais abouti et l'une des raisons est la publication du roman. En effet, Fleming n'ayant pas crédité McClory et Whittingham pour leurs contributions à l'histoire, ces deux-là ont intenté en conséquence un procès à Fleming en 1961. McClory et Whittingham demandaient une injonction pour stopper la publication du roman mais le juge en  décida autrement, l'autorisant,. McClory a poursuivi son action en justice contre Fleming (et Bryce) et en 1963, un accord à l'amiable fut trouvé entre les deux parties : McClory obtient les droits cinématographiques du roman (et sur tous les scénarios de film développés au cours de sa genèse) ainsi qu'une compensation financière, tandis que Ian Fleming conserve les droits littéraires du roman, qui doit maintenant être reconnu comme étant « basé sur un scénario de film de K. McClory, J. Whittingham et l'auteur » dans les futures rééditions.
Entre 1961 et 1963, les producteurs Harry Saltzman et Albert Broccoli se sont unis pour lancer une série de films James Bond et ont acquis les droits cinématographiques de la plupart des romans de Fleming. Pour leur premier film, ils hésitent entre adapter Opération Tonnerre ou Docteur No, et choisissent finalement de faire ce dernier. Durant le développement du film James Bond 007 contre Dr No, le scénariste Richard Maibaum fut chargé par les producteurs d'écrire un script pour Opération Tonnerre, dans le but d'en faire le second film. En 1961, Maibaum termine un script très proche du roman, paraphrasant une partie de celui-ci. Les principaux changements apportés par Maibaum étaient la présence de Bond à Palmyra et l'explosion de la bombe nucléaire à la fin, à une distance sûre dans l'océan. Au courant du procès intenté par McClory contre Fleming, les producteurs décident de suspendre le développement d'Opération Tonnerre et de concentrer tous leurs efforts sur James Bond 007 contre Dr No, avec Richard Maibaum rejoignant alors l'écriture de ce film.
Lorsque McClory a acquis les droits cinématographiques de Opération Tonnerre en 1963, James Bond 007 contre Dr No et Bons Baisers de Russie d'EON Productions étaient déjà sortis. McClory a annoncé son intention de faire un film Opération Tonnerre. Harry Saltzman et Albert Broccoli, qui voulaient exclure la possibilité d'un film rival, ont alors proposé à McClory de faire équipe afin de faire le film ensemble. McClory a accepté et a rejoint la production en tant que coproducteur (bien qu'il fût crédité comme l'unique producteur).
Richard Maibaum, qui avait travaillé sur les scénarios des précédents films de James Bond, ainsi que sur celui d'Opération Tonnerre en 1961, fut embauché comme scénariste. McClory possédants également les droits cinématographiques sur les scénarios développés durant genèse du roman, certains éléments présents dans ceux-ci (mais absents du roman) ont été inclus dans le film, telle la présence d'un double du pilote du bombardier ou l'arrivée aéroportée des plongeurs alliés dans le final. Le scénariste John Hopkins fut par la suite embauché par Harry Saltzman pour faire quelques réécritures.
Le film suit l'intrigue du roman mais ajoute davantage d’équipement technologique (comme le jetpack ou le système de récupération de Fulton), davantage de femmes (dont une méchante), a Bond à Palmyra, et ajoute quelques scènes d'action comme dans la parade du Junkanoo ou la toute dernière sur le Disco Volante.
Guy Hamilton, réalisateur du précédent film, Goldfinger, n'ayant pas voulu revenir à la suite de désaccords durant la production de Goldfinger c'est Terence Young, réalisateur des 2 premiers films, qui est engagé pour ce nouveau film.
Éventuellement l'ancienne Miss France Claudine Auger fut retenue pour le rôle de Domino et le scénario fut réécrit pour que son personnage soit français plutôt qu'italien. L'une des actrices qui avaient auditionné pour le rôle Domino, Luciana Paluzzi, accepta plus tard le rôle de la femme fatale Fiona Kelly, qui avait été conçue comme Irlandaise par Maibaum. Le nom de famille fut changé en Volpe pour refléter avec la nationalité de Paluzzi.

### Tournage
Le tournage débute le 16 février 1965 avec la scène du pré-générique au Château d'Anet, dans les environs de Dreux. L'équipe technique se rend ensuite, le 22 mars 1965, aux Bahamas pour l’ensemble du tournage en extérieur. Au mois de mai 1965, le reste du tournage a lieu au Royaume-Uni, notamment aux Studios Pinewood, et s'achève le 9 juillet 1965.
Lieux de tournage
- France
  - Château d'Anet, Anet, Eure-et-Loir
  - Pont d'Arcole, Champ-de-Mars, etc., Avenue d'Eylau (Paris) (extérieurs du QG du SPECTRE)

- Angleterre
  - Pinewood Studios
  - Chalfont Park House, Buckinghamshire (clinique Shrublands)
  - Circuit automobile de Silverstone, Buckinghamshire-Northamptonshire (course poursuite automobile entre le comte Lippe, Fiona Volpe et James Bond)

- Bahamas
  - Nassau
  - Paradise Island

- États-Unis
  - Miami Beach,  Floride (scène du saut en avion des marines américains)

Sean Connery et le lieutenant colonel Charles Russhon, consultant militaire du film, lors du tournage en 1965.
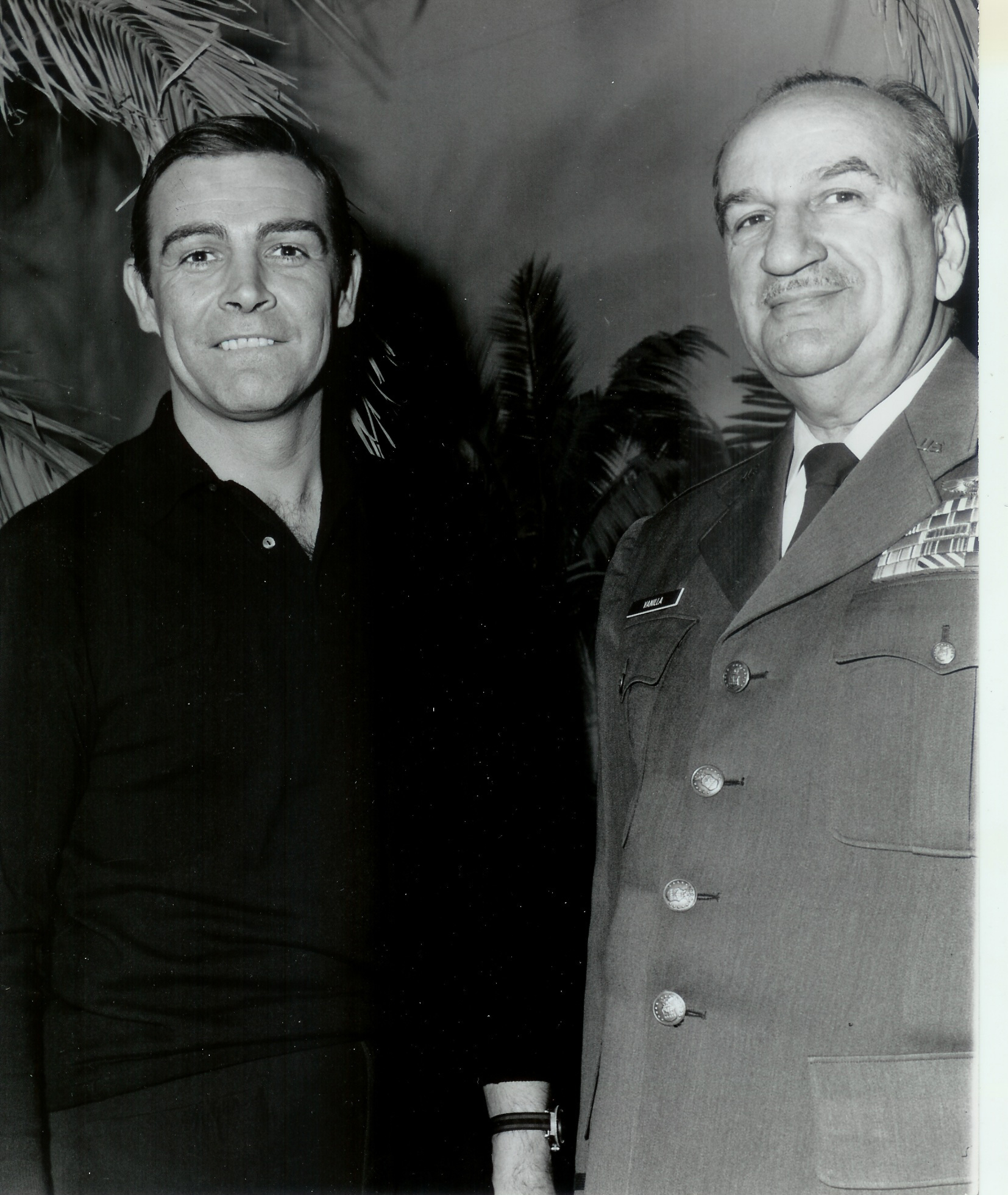
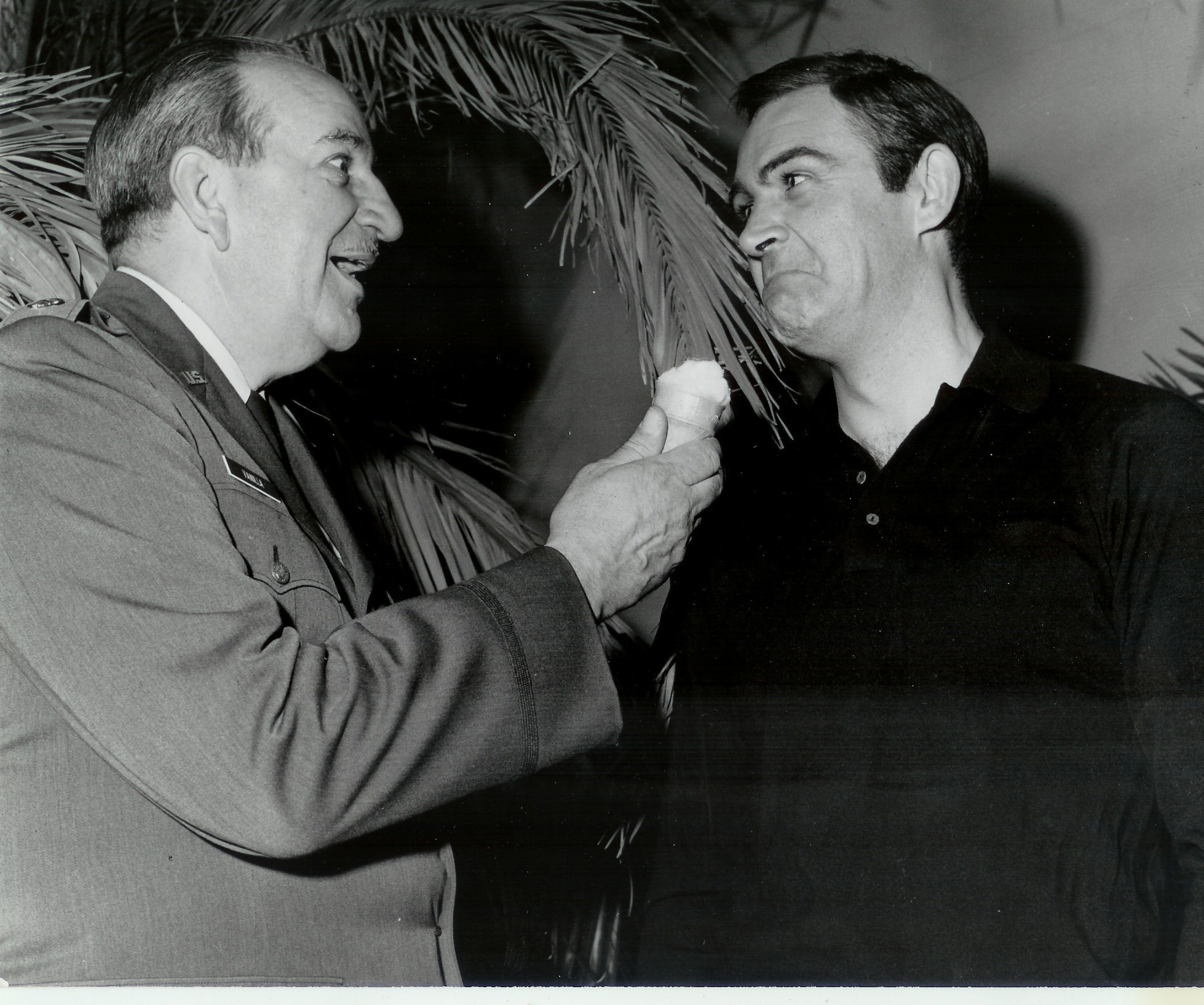

## Bande originale
Bandes originales James Bond
Goldfinger
(1964) On ne vit que deux fois
(1967)
John Barry est de retour à la composition de la bande originale du film. La chanson du générique d'entrée était à l'origine Mr. Kiss Kiss, Bang Bang, écrite par John Barry et Leslie Bricusse. Elle est d'abord enregistrée par Shirley Bassey, puis réenregistrée par Dionne Warwick. Mais United Artists insistait pour que le titre de la chanson soit le même que celui du film. John Barry écrit dans l'urgence Thunderball, avec l'aide de Don Black. Le titre est interprété par le Gallois Tom Jones.
Thunderball (Main Title) et Chateau Flight contiennent le James Bond Theme, composé à l'origine par Monty Norman pour James Bond 007 contre Dr No.
Liste des titres
1. Thunderball (Main Title) – Tom Jones
2. Chateau Flight
3. The Spa
4. Switching the Body
5. The Bomb
6. Cafe Martinique
7. Thunderball (instrumentale)
8. Death of Fiona
9. Bond Below Disco Volante
10. Search for the Vulcan
11. 007
12. Mr. Kiss Kiss Bang Bang
13. Gunbarrel / Traction Table / Gassing the Plane / Car Chase
14. Bond Meets Domino / Shark Tank / Lights out for Paula / For King and Country
15. Street Chase
16. Finding the Plane / Underwater Ballet / Bond with SPECTRE Frogmen / Leiter to the Rescue / Bond Joins Underwater Battle
17. Underwater Mayhem / Death of Largo / End Titles
18. Mr. Kiss Kiss Bang Bang (version monophonique)

## Distinctions
Source : Internet Movie Database

### Récompenses
- Oscars 1966 : meilleurs effets visuels
- Goldene Leinwand 1966 pour United Artists
- Laurel Awards 1966 : meilleur film d'action dramatique, meilleure performance dans un film d'action pour Sean Connery

### Nominations
- British Academy Film Awards 1966 : meilleure direction artistique britannique en couleur pour Ken Adam
- Prix Edgar-Allan-Poe 1966 : meilleur film étranger

## «Remake»
À la suite de poursuites judiciaires pour plagiat à l'encontre de Ian Fleming, Kevin McClory a acquis les droits d'adaptation du roman Opération Tonnerre. Il devait cependant attendre de nombreuses années avant de pouvoir à nouveau l'adapter : Jamais plus jamais sort ainsi en 1983 et voit même le retour de Sean Connery en James Bond[réf. nécessaire].

## Autour du film
- Opération Tonnerre est le premier film dans lequel Sean Connery tourne le fameux générique dans le canon de revolver appelé Gunbarrel. Dans les trois premiers opus, c'est le cascadeur Bob Simmons qui interprétait Bond.
- Les actrices Julie Christie, Raquel Welch et Faye Dunaway furent chacune pressenties pour le rôle de Domino que décrocha finalement Claudine Auger. L'Italienne Domino Vitali du roman devint la Française Domino Derval dans le film.
- L'actrice Martine Beswick qui incarne Paula Caplan, le contact de Bond aux Bahamas, apparaît également dans Bons Baisers de Russie (1963) : elle tient le rôle d'une des tziganes qui s'affrontent pour un homme.
- Après avoir visionné Opération Tonnerre les militaires britanniques se sont intéressés au mini-respirateur, malheureusement cet appareil n'était qu'un accessoire fait de deux capsules de CO2 et d'un étui à cigare en aluminium.
- Le responsable des effets spéciaux John Stears remporta l'Oscar pour les effets visuels d'Opération Tonnerre. Il ignorait avoir été sélectionné jusqu'à ce qu'il reçoive la statuette chez lui.
- Pour créer le « Disco volante », Ken Adam récupéra un vieil hydroglisseur le Flying Fish (Poisson volant) et l'emmena à Miami pour rénovation. Là, un cocon de 15 mètres fut construit et attaché au bateau. L'ensemble coûta au total 500 000 USD.
- Les répétitions de la bataille sous-marine se déroulèrent sur la terre ferme, plus précisément sur les parkings d'un centre commercial. Boren et l'équipe sous-marine d'Ivan Tors employèrent 60 plongeurs et dépensèrent 60 000 USD d'équipements de plongée pour cette séquence, laquelle fut réalisée en six jours.
- C'est le seul film de Bond à présenter ensemble les neuf agents « 00 ». Appelé comme les autres à un debriefing top secret au MI6, Bond arrive bon dernier et prend sa place : la septième.
- Pour obtenir les bombes atomiques le SPECTRE dérobe un bombardier stratégique Avro Vulcan de la Royal Air Force en remplaçant un membre d'équipage par un pilote à sa solde. Plusieurs scènes du film montrent cet avion en vol puis au fond de l'océan après avoir été immergé pour le cacher.
- Le jetpack que Bond utilise lors du pré-générique était un appareil fourni par l'US Air Force. Construit par Bell, il était capable de maintenir un homme dans les airs pendant une vingtaine de secondes.
- Bien que française, ce n'est pas Claudine Auger qui se double dans la version française du film mais l'actrice Nicole Maurey.
- Adolfo Celi, le méchant du film, joue aussi le rôle du méchant dans Opération frère cadet (1967), un James Bond sans James, remplacé par son frère cadet, Neil, interprété par Neil Connery, également frère cadet de Sean Connery.
- Molly Peters, qui jouait Patricia Fearing, fut la première James Bond girl à apparaître entièrement nue à l'écran. Sa pudeur fut néanmoins préservée par une vitre de douche embuée.
- La tueuse rousse au service de Largo, Fiona Volpe, devait s'appeler Fiona Kelly, mais Luciana Paluzzi ayant obtenu le rôle on changea la nationalité du personnage : l'irlandaise devint italienne.
- Lorsque la bande originale fut lancée, elle ne contenait presque pas de musique de la seconde moitié du film : John Barry était encore en train de la composer.
- À la différence du carnaval de Mardi gras, les défilés bahamiens du Junkanoo se déroulent le 26 décembre ou le jour de l'an. Opération Tonnerre ayant été tourné à une autre période, un carnaval fut spécialement organisé par la production.
- Le club où Fiona Volpe trouve la mort s’appelait le « Jump Jump », nom que les producteurs changèrent en « Kiss Kiss Club » pour l'accorder à ce qui était alors le thème musical du film, Mr. Kiss Kiss Bang Bang.
- Le magnat du pétrole Huntington Hartford prêta à la production son île privée, Paradise Island. En échange, son épouse Diane Hartford décrocha un rôle de figuration ; celui de la jeune femme qui a la chance de danser avec James Bond au « Kiss Kiss Club », avant l'intervention de Fiona Volpe.
- Après Skyfall, Opération Tonnerre est le film de James Bond ayant totalisé le plus grand nombre d'entrées en salles, au-delà de 140 millions, reléguant Goldfinger et ses 130 millions d'entrées à la quatrième place derrière 007 Spectre.

## Erreurs
(novembre 2023).
- Si vous ne connaissez pas le sujet, laissez ce bandeau (vous pouvez alors contacter les auteurs).
- Si vous supprimez le contenu mis en cause (vous pouvez préalablement contacter les auteurs),

argumentez précisément cette suppression dans la page de discussion
(un manque de référence n'est pas un argument ; une recherche réelle de référence doit avoir été effectuée, être formellement documentée).
- Erreur à la 2e minute : déguisé en veuve, le colonel Jacques Bouvard entre dans la pièce où l'attend 007. Lorsqu'il pose sa veste sur une chaise, son visage est parfaitement visible à travers son voile. Mais au plan suivant, lorsque Bond lui parle, son visage ne peut plus être distingué.
- Erreur à la 2e minute : lorsque Bond s'esquive afin d'éviter Bouvard qui veut lui sauter dessus, on voit que c'est un cascadeur et non Sean Connery qui incarne 007.
- Erreur à la 3e minute : Brinon et l'autre homme s'échangent de place lorsque Bond s'enfuit en jet pack.
- Erreur à la 13e minute : Bond est observé et se cache derrière la porte. Lorsqu'on le voit en gros plan, il a sa main dans sa veste mais autrement, sa main est le long de son corps.
- Erreur à la 46e minute : lorsque Bond rencontre Domino, il devine son nom en le lisant « sur son bracelet de cheville », or Domino n'en porte pas dans cette scène, ni dans aucune autre du film.
- Dans la version française, Bond commande du caviar belugo au lieu de beluga.
- Erreur à la 117e minute : lors d'un combat sous-marin, Largo arrache le masque de plongée de couleur bleue de Bond. Ce dernier en récupère un de couleur noire sur le cadavre d'un homme de Largo et s'en équipe. Scène suivante : le masque de Bond est à nouveau de couleur bleue.